# Fondazione Edoardo Amaldi
La Fondazione E. Amaldi, è una fondazione di partecipazione costituita dall’Agenzia Spaziale Italiana (ASI) e dal Consorzio di Ricerca Hypatia nel 2017 con lo scopo di promuovere e sostenere la ricerca applicata favorendo il trasferimento tecnologico nel settore spazio. 
La Fondazione è intitolata al fisico italiano Edoardo Amaldi. 
La Fondazione è partner del network ESA Space Solutions per il quale gestisce la Piattaforma Ambasciatoriale italiana del programma ESA Business Applications. 
Il primo presidente della Fondazione E. Amaldi è stato il fisico Roberto Battiston.